# Lorna Tolentino
Lorna Tolentino (Concepcion, 23 december 1961) is een Filipijns actrice.

## Levensloop
Tolentino begon haar carrière begin jaren zeventig als kindsterretje en groeide later uit tot een veelgevraagd film- en televisieactrice. Sinds 1990 is ze ook actief als filmproducer. Als filmactrice won ze diverse Filipijnse filmprijzen, waaronder driemaal de FAMAS Award voor beste actrice in 1993, 2002 en 2008. In 1993 won ze voor haar rol in Narito ang puso ko alle vier belangrijke Filipijnse filmprijzen, een zogenaamde grand slam.

### Privéleven
Tolentino is de weduwe van acteur Rudy Fernandez. Samen met Fernandez kreeg ze twee zonen. Tolentino is bovendien de stiefmoeder van acteur Mark Anthony Fernandez, een zoon uit Fernandez' relatie met actrice Alma Moreno.

## Prijzen als filmactrice
- 2008 - FAMAS Award voor beste actrice, Katas ng Saudi
- 2008 – Golden Screen Award, Katas ng Saudi
- 2002 - FAMAS Award voor beste actrice, Abakada... Ina
- 2002 - FAP Award voor beste actrice, Abakada... Ina
- 1993 - FAMAS Award voor beste actrice, Narito ang puso ko
- 1993 – GAWAD URIAN voor beste actrice, Narito ang puso ko
- 1993 - FAP Award voor beste actrice, Narito ang puso ko
- 1993 - Star Award voor beste actrice, Narito ang puso ko
- 1988 - FAP Award voor beste actrice, Maging akin ka lamang
- 1972 - FAMAS Award voor beste kindactrice, Lumuha pati mga anghel

## Filmografie
| - Mga anghel na walang langit (1970) - Divina Gracia (1970) - Lumuha pati mga anghel (1971) - Pag-ibig mo, buhay ko (1973) - Leap year ngayon, lagot ka pipikutin kita (1976) - Dulce amor, ina (1977) - Gorgonya (1978) - Sapagkat kami'y tao lamang, Part 2 (1978) - Katawang alabok (1978) - Stepsisters (1979) - Star? (1979) - Iskandalo! (1979) - Aliw (1979) - Paano ang gabi kung wala ka (1979) - Midnight Show (1979) - Mga huwad na mananayaw (1979) - Mamang Sorbetero (1979) - City After Dark (1980) - Disco Madhouse (1980) - Sa init ng apoy (1980) - Apat na Maria (1980) - Uhaw sa kalayaan (1980) - Waikiki: Sa lupa ng ating mga pangarap (1980) - Tropang bulilit (1981) - Cover Girl (1981/I) - Wild (1981) - Caught in the Act (1981) - Uod at rosas (1982) - Sinasamba kita (1982) - Dormitoryo! Buhay Estudyante (1982) - Diosa (1982) - Moral (1982) - Kumander Elpidio Paclibar (1982) - Init sa magdamag (1983) - Sana, bukas pa ang kahapon (1983) - Somewhere (1984) - Hello Lover, Goodbye Friend (1985) - Hindi nahahati ang langit (1985) - Muling buksan ang puso (1985) - Ina, kasusuklaman ba kita (1985) - Nakagapos na puso (1986) - Huwag mo kaming isumpa (1986) - Pinulot ka lang sa lupa (1987) - Maging akin ka lamang (1987) - Nagbabagang luha (1988) - Natutulog pa ang diyos (1988) | - Kailan mahuhugasan ang kasalanan (1989) - Higit na matimbang ang dugo (1990) - Ayaw matulog ng gabi (1990) - Kislap sa dilim (1991) - Narito ang puso ko (1992) - Gaano kita kamahal (1993) - Sa ngalan ng pag-ibig (1995) - Patayin sa sindak si Barbara (1995) - Kinkyu yobidashi - Emâjenshî kôru (1995) - May nagmamahal sa iyo (1996) - Bayarang puso (1996) - Hanggang kailan kita mamahalin? (1997) - Pusong mamon (1998) - Luksong tinik (1999) - Yakapin mo ang umaga (2000) - Ping Lacson: Super Cop (2000) - Abakada... Ina (2001) - Sugatang puso (2001) - Magnifico (2003) - Utang ng ama (2003) - Mano po 2: My home (2003) - Lovestruck (2005) - Barang (2006) - Mano po 5: Gua ai di (I love you) (2006) - Katas ng Saudi (2007) - Kaaway ng batas (1990) (uitvoerend producent) - Kislap sa dilim (1991) (producent) - Kamay ni Cain (1992) (uitvoerend producent) - Kahit buhay ko (1992) (uitvoerend producent) - Matimbang pa sa dugo (1995) (uitvoerend producent) - Itataya ko ang buhay ko (1996) (uitvoerend producent) - Hula mo, huli ko (2002) (uitvoerend producent) - Darna! (1977) - Kaytagal kang hinintay (2002) - Hanggang kailan (2004) - O, Mare Ko! (2005) - Darna (2005) - K, the P1,000,000 Videoke Contest (1 aflevering, 2005) - Sugo (2005) - Now and Forever (1 aflevering, 2006) - Zaido: Pulis pangkalawakan (2007) - Sine novela (1 aflevering, 2008) |